# 罗代恩
罗代恩（法語：Rodern，法語發音：[ʁodɛʁn] ⓘ）是法国上莱茵省的一个市镇，属于科尔马-里博维莱区。

## 地理
罗代恩（48°13'30"N, 7°21'13"E）面积7.05 平方千米，位于法国大東部大區上莱茵省，该省份为法国东部内陆省份，是阿尔萨斯的一部分，今与下莱茵省组成了阿尔萨斯欧洲集体，其北临下莱茵省，西接孚日省，西南接贝尔福地区省，东侧沿莱茵河与德国相望，南与瑞士接壤。
与罗代恩接壤的市镇（或旧市镇、城区）包括：贝尔盖姆、圣伊波利特、罗什维尔、塔嫩基什、列夫尔、里博維萊。
罗代恩的时区为UTC+01:00、UTC+02:00（夏令时）。

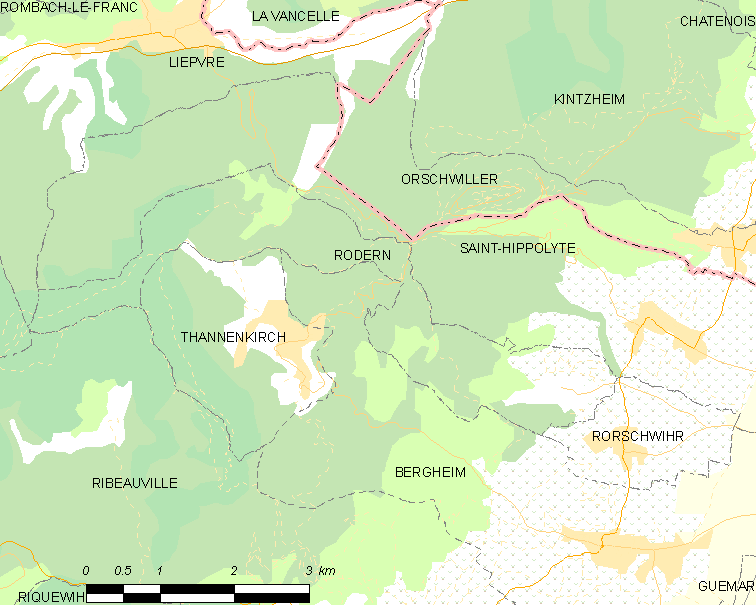
罗代恩的OSM定位图

## 行政
罗代恩的邮政编码为68590，INSEE市镇编码为68280。

## 政治
罗代恩所属的省级选区为圣玛丽欧米讷县。

## 人口

1962-2008年间罗代恩人口变化图示

罗代恩于2022年1月1日时的人口数量为396人。